# Eparchia di Bučač

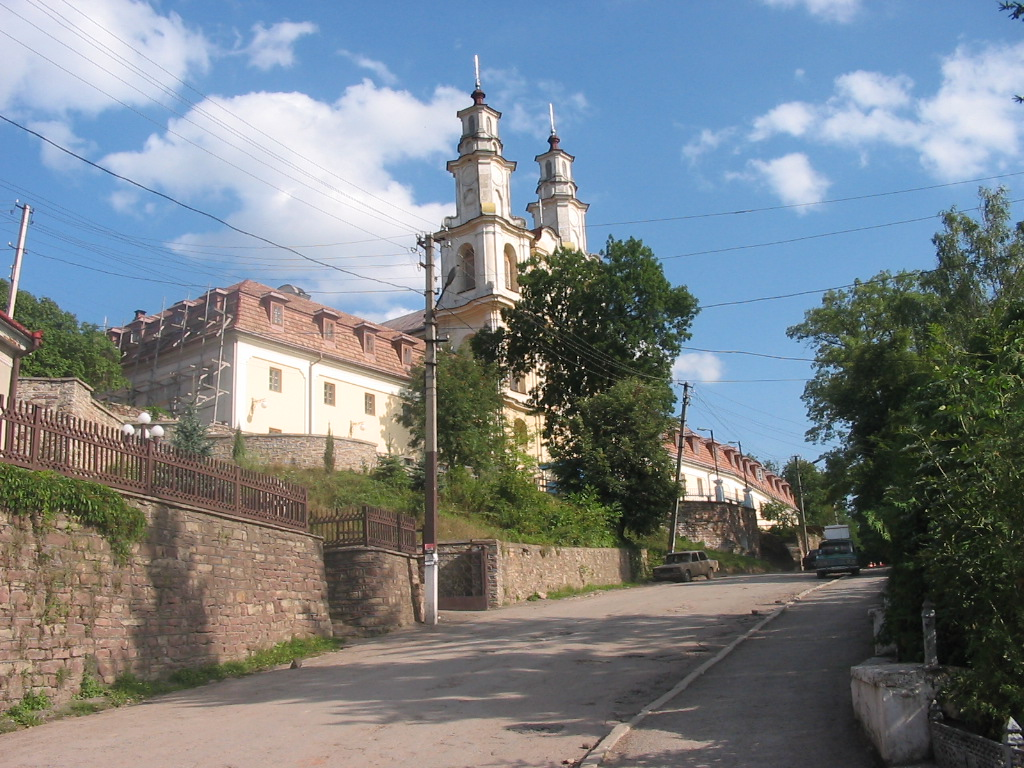
Il monastero dei monaci basiliani a Bučač.

L'eparchia di Bučač (in latino Eparchia Bucacensis) è una sede della Chiesa greco-cattolica ucraina suffraganea dell'arcieparchia di Ternopil'-Zboriv. Nel 2022 contava 215.000 battezzati su 387.000 abitanti. È retta dall'eparca Dmytro Hryhorak, O.S.B.M.

## Territorio
L'eparchia comprende il distretto di Čortkiv e la parte del distretto di Ternopil' corrispondente all'ex distretto di Pidhajci, nella parte meridionale dell'oblast' di Ternopil'.
Sede eparchiale è la città di Čortkiv, dove si trova la cattedrale dei Santi Pietro e Paolo. A Bučač sorge la concattedrale dell'Annunciazione della Beata Vergine.
Il territorio si estende su 4.829 km² ed è suddiviso in 328 parrocchie, raggruppate in 15 decanati.

## Storia
Il Sinodo dei vescovi della Chiesa greco-cattolica ucraina, riunito nel monastero basiliano di Bučač dal 16 al 21 luglio 2000, decise l'erezione dell'eparchia di Bučač, ricavandone il territorio dall'eparchia di Ternopil' (oggi arcieparchia di Ternopil'-Zboriv). Il 12 ottobre dello stesso anno papa Giovanni Paolo II ha dato il suo assenso a questa erezione.
Il 21 novembre 2011 è entrata a far parte della provincia ecclesiastica dell'arcieparchia di Ternopil'-Zboriv.

## Cronotassi dei vescovi
Si omettono i periodi di sede vacante non superiori ai 2 anni o non storicamente accertati.
- Irynej Bilyk, O.S.B.M. (21 luglio 2000 - 28 luglio 2007 dimesso)
  - Sede vacante (2007-2011)
- Dmytro Hryhorak, O.S.B.M., dal 23 luglio 2011[3]

## Statistiche
L'eparchia nel 2022 su una popolazione di 387.000 persone contava 215.000 battezzati, corrispondenti al 55,6% del totale.
| anno | popolazione | popolazione | popolazione | presbiteri | presbiteri | presbiteri | presbiteri                | diaconi | religiosi | religiosi | parrocchie |
| anno | battezzati  | totale      | %           | numero     | secolari   | regolari   | battezzati per presbitero | diaconi | uomini    | donne     | parrocchie |
| ---- | ----------- | ----------- | ----------- | ---------- | ---------- | ---------- | ------------------------- | ------- | --------- | --------- | ---------- |
| 2000 | 285.830     | 408.520     | 70,0        | 130        | 117        | 13         | 2.198                     |         | 13        |           | 308        |
| 2001 | 218.500     | 401.900     | 54,4        | 143        | 137        | 6          | 1.527                     |         | 14        | 17        | 314        |
| 2002 | 218.500     | 401.900     | 54,4        | 153        | 147        | 6          | 1.428                     |         | 14        | 17        | 314        |
| 2004 | 213.314     | 431.491     | 49,4        | 157        | 149        | 8          | 1.358                     |         | 12        | 12        | 296        |
| 2006 | 211.613     | 361.340     | 58,6        | 167        | 159        | 8          | 1.267                     |         | 11        | 12        | 299        |
| 2009 | 216.000     | 405.000     | 53,3        | 179        | 170        | 9          | 1.206                     |         | 13        | 12        | 300        |
| 2012 | 211.314     | 382.980     | 55,2        | 209        | 201        | 8          | 1.011                     |         | 13        | 14        | 335        |
| 2015 | 221.000     | 399.145     | 55,4        | 219        | 209        | 10         | 1.009                     |         | 16        | 12        | 325        |
| 2018 | 221.225     | 399.170     | 55,4        | 229        | 216        | 13         | 966                       |         | 22        | 12        | 328        |
| 2020 | 218.800     | 394.800     | 55,4        | 234        | 222        | 12         | 935                       |         | 19        | 9         | 328        |
| 2022 | 215.000     | 387.000     | 55,6        | 245        | 233        | 12         | 877                       |         | 19        | 9         | 328        |